# Andreas Osiander, o Velho
Andreas Osiander (19 de dezembro de 1498 – 17 de outubro de 1552) foi um teólogo luterano alemão.

## Carreira
Nascido na cidade de Gunzenhausen, na Francônia, Osiander estudou na Universidade de Ingolstadt antes de ser ordenado padre em 1520. No mesmo ano começou a trabalhar em um convento augustiniano na cidade de Nuremberg como Professor de Hebraico. Em 1522, ele foi eleito para a Igreja de São Lourenço em Nuremberg, e, ao mesmo tempo, declarou-se publicamente como sendo Luterano. Durante a Primeira Dieta de Nuremberg (em 1522), ele conheceu Alberto da Prússia, Grão-Mestre dos Cavaleiros Teutônicos, e que desempenhou um importante papel em sua conversão ao Luteranismo. Ele também desempenhou um papel proeminente no debate que resultou na adoção da Reforma pela cidade de Nuremberg em 1525, e nesse mesmo ano Osiander se casou.
Osiander participou do Colóquio de Marburgo (1529), da Dieta de Augsburgo (1530) e na assinatura dos artigos de Schmalkalden (1531). A Ínterim de Augsburgo em 1548 foi necessária para que ele deixasse Nuremberg, estabelecendo-se primeiro em Breslau, e mais tarde, em 1549, na cidade de Königsberg, como professor da recém-fundada Universidade de Königsberg, nomeado por Alberto da Prússia. Osiander viveu e trabalhou em Königsberg até a sua morte em 1552. Lucas (1534–1604), filho de Osiander, e seus netos Andreas (1562–1617) e Lukas (1571–1638) também atuaram como teólogos. Sua sobrinha se casou com o futuro Arcebispo de Canterbury, Thomas Cranmer.
Atacou violentamente os anabatistas. Uma das primeiras vítimas da sua hostilidade era Hans Denck, que era o reitor da escola de São Sebaldo e se juntou a um grupo que estavam insatisfeitos com a pequena melhora na vida religiosa e civil provocada pela Reforma. Na instigação de Osiander um curso de ação foi adotado, que terminou em expulsão de Denck em 21 de janeiro 1525, e a proibição depois da venda da tradução dos Profetas feitas por Denck e Ludwig Haetzer, embora não houvesse ainda qualquer outra versão alemã e a tradução foi livre de qualquer coisa desagradável.

## Obras
Osiander publicou uma versão corrigida da Vulgata, com notas, em 1522 e uma Harmonia dos Evangelhos em 1537. Em 1533, a Brandenburg-Nuernbergishe Kirchenordnung do ano 1533 foi publicada, e Osiander foi colaborador tanto na coleta de material como na edição final. Esta ordem combinada de adoração e catecismo foi a primeira obra a incluir a seção de Entradas do Catecismo Menor de Lutero, do qual Osiander é autor presumido.
Em 1543, Osiander supervisionou a publicação do livro De revolutionibus orbium coelestium (Sobre a Revolução das Esferas Celestes) escrita por Copérnico. Ele adicionou um prefácio sugerindo que o modelo descrito no livro não era necessariamente verdadeiro, ou mesmo provável, mas tinha a sua utilidade para fins computacionais. Esta certamente não era a opinião de Copérnico, que provavelmente não estava ciente desta informação que foi acrescentada. Como resultado, muitos leitores, ignorando que Osiander era o autor do prefácio, acharam que o próprio Copérnico não acreditava que a sua hipótese era realmente verdadeira. Já em 1584, Giordano Bruno denunciou esta interpretação das ideias copernicanas como devida a “uma certa Epístola preliminar anexada ao livro por algum burro ignorante e presunçoso”.
Em 1550 Osiander publicou duas obras controversas, De Lege et Evangelio e De Justficatione. Nelas, ele estabelecia seu ponto de vista de que a justificação pela fé havia sido imposta (ao invés de ser atribuída) à humanidade pela divindade do Cristo, uma visão oposta à aquela de Martinho Lutero e João Calvino, embora ele concordasse com a oposição fundamental do luteranismo a fé católica romana e ao calvinismo. Esses preceitos foram mantidos depois de sua morte por Johann Funck (1518-1566) (que era seu genro), mas que desapareceram depois de 1566.
Essa chamada controvérsia osiandriana agitou e dividiu o protestantismo por muitos anos. No final das contas, Osiander e seus seguidores seguiram seus próprios caminhos ao longo de suas vidas em relação a essa questão teológica, que foi importante para a Reforma.
Osiander era considerado um especialista na língua hebraica e no misticismo judaico. Ao contrário de Lutero, ele buscou um diálogo genuíno com os judeus, defendeu vigorosamente seus direitos e rejeitou qualquer forma de antijudaísmo. Em 1540, sua obra “Se é verdade e credível que os judeus estrangulam secretamente crianças cristãs e usam seu sangue” foi publicada (anonimamente), na qual ele refutou a acusação de assassinato ritual e outras acusações contra os judeus.